# Khajapur, Bidar
Khajapur là một làng thuộc tehsil Bidar, huyện Bidar, bang Karnataka, Ấn Độ.